# ساتاناچیا
ساتاناچیا (به انگلیسی: Satanachia) در گریمویزر اعظم به‌عنوان فرمانده کل ارتش لوسیفر توصیف می‌شود که ۴۵ یا ۵۴ لژیون شیاطین را به علاوه پرسون، آمون، بارباتوس و آستاروث را تحت کنترل دارد و فرماندهی می‌کند. طبق گفته گریمویزر اعظم ساتاناچیا توانایی چیره شدن و تحت سلطه در آوردن تمام زنان و دختران را دارد و می‌تواند آنان را مجبور به انجام هر کاری که می‌خواهد بکند.
از ساتاناچیا در کتاب جادو «Grimorium Verum» نیز نام برده شده‌است.